# クリス・バーセット
クリス・バーセット（Chris Berset , 1988年1月27日 - ）は、アメリカ合衆国・マサチューセッツ州ナチカ出身の野球選手（捕手）。MLB・シンシナティ・レッズ傘下ルイビル・バッツ所属。

## 経歴
ミシガン大学出身。
2010年のMLBドラフト20巡目でシンシナティ・レッズに入団。

## 国際大会
母親がイギリス人であるため、IBAFワールドカップなどの国際大会にイギリス代表として出場している。2012年に行われた第3回WBC予選のイギリス代表にも選ばれた。